# Tom Hooper
Thomas George "Tom" Hooper (Londres, 1 de outubro de 1972) é um cineasta, produtor e roteirista britânico, vencedor do Oscar de Melhor Diretor.

## Vida e carreira
Hooper começou a fazer curtas aos 13 anos. Seu primeiro curta profissional, Painted Faces, foi transmitido pelo Channel 4 em 1992. Na Universidade de Oxford, dirigiu várias peças de teatro e comerciais de televisão.
Nos anos 2000, Hooper dirigiu os dramas da BBC Love in a Cold Climate (2001) e Daniel Deronda (2002) e foi escolhido para dirigir a série Prime Suspect, estrelando Helen Mirren. Sua estréia no cinema foi com o filme Red Dust (2004). Em 2005, dirigiu o drama da HBO Elizabeth I. Continuou trabalhando na HBO com Longford, em 2006, e com a aclamada minissérie John Adams, em 2008. Hooper voltou ao cinema em 2009 com o longa The Damned United, tendo dirigido, no ano seguinte, o drama histórico The King's Speech que venceu 4 Oscars e lhe deu o Academy Award de Melhor Diretor.
Foi indicado ao Emmy Award de Melhor Diretor em Minissérie, Filme ou Especial Dramático por Prime Suspect, Elizabeth I e John Adams. Por The King's Speech, foi indicado ao Globo de Ouro de melhor direção, BAFTA.
Apesar de muitas controvérsias, recebeu o Oscar de Melhor Diretor em 2011 pelo filme The King's Speech.
Dirigiu também o filme baseado no musical Les Misérables, o qual teve diversas indicações ao Oscar.
Em 2019 dirigiu o filme Cats, lançado pela Universal Studios, filme estrelado por Francesca Hayward, Jennifer Hudson, Idris Elba, Judi Dench e elenco.